# Hélène Surgère
Hélène Surgère (* 20. Oktober 1928 in Caudéran, Bordeaux; † 27. März 2011 in Paris; gebürtig Hélène Marcelle Simone Collet) war eine französische Schauspielerin.

## Leben
Hélène Surgère studierte erfolgreich am Cours Simon Schauspiel. Anschließend spielte sie Theater. Ihr Leinwanddebüt gab sie in dem 1966 erschienenen und von Paul Vecchiali inszenierten Filmdrama Les ruses du diable (Neuf portraits d’une jeune fille) als weibliche Psychiaterin an der Seite von Michel Piccoli und Geneviève Thénier. Sie etablierte sich als Theaterschauspielerin und spielte in ihrer über 40 Jahre andauernden Karriere bei fast 80 Film- und Fernsehprojekten mit, darunter auch Die 120 Tage von Sodom, Eine Affäre in Paris und Zusammen ist man weniger allein.
Am 27. März 2011 verstarb sie im Alter von 82 Jahren in Paris.

## Filmografie (Auswahl)
- 1966: Les ruses du diable (Neuf portraits d’une jeune fille)
- 1972: Der Würger mit dem weißen Schal (L’étrangleur)
- 1975: Die 120 Tage von Sodom (Salò o le 120 giornate di Sodoma)
- 1975: Erinnerungen aus Frankreich (Souvenirs d'en France)
- 1976: Barocco
- 1977: Die Maschinerie (La machine)
- 1979: Die Schwestern Brontë (Les sœurs Brontë)
- 1980: Die Kindfrau – Stumme Liebe (La femme enfant)
- 1982: Evas Töchter (Le chef de famille)
- 1987: Die Zeit des Verbrechens (Attention bandits!)
- 1989: Sehnsucht nach Australien (Australia)
- 1990: Ich bin dir verfallen (Je t’ai dans la peau)
- 1992: Ein Vampir im Paradies (Un vampire au paradis)
- 1998: Die Farbe des Herzens (À la place du cœur)
- 1999: Die wiedergefundene Zeit (Le temps retrouvé)
- 2002: Mein wahres Leben in der Provinz (Ma vraie vie à Rouen)
- 2003: Eine Affäre in Paris (Le divorce)
- 2004: Intime Fremde (Confidences trop intimes)
- 2006: Kleine Lügen, große Liebe (Petits secrets et gros mensonges)
- 2007: Zusammen ist man weniger allein (Ensemble, c’est tout)
- 2007: Kid Power – Die Nervensägen! (Demandez la permission aux enfants)
- 2010: Les gens d’en-bas
- 2010: Profiling Paris (Profilage, Fernsehserie, 1 Folge)